# 安德里伊夫卡 (蒂什基夫卡市鎮)
48°25′36″N 30°58′9″E / 48.42667°N 30.96917°E
安德里伊夫卡（烏克蘭語：Андріївка）是位於烏克蘭中部的村莊，由基洛夫格勒州新烏克蘭卡區的蒂什基夫卡市鎮負責管轄。該村始建於1870年，面積1.39平方公里，海拔高度141米，2001年人口313，人口密度每平方公里225.2人。